# ولادیمیر (شهر)

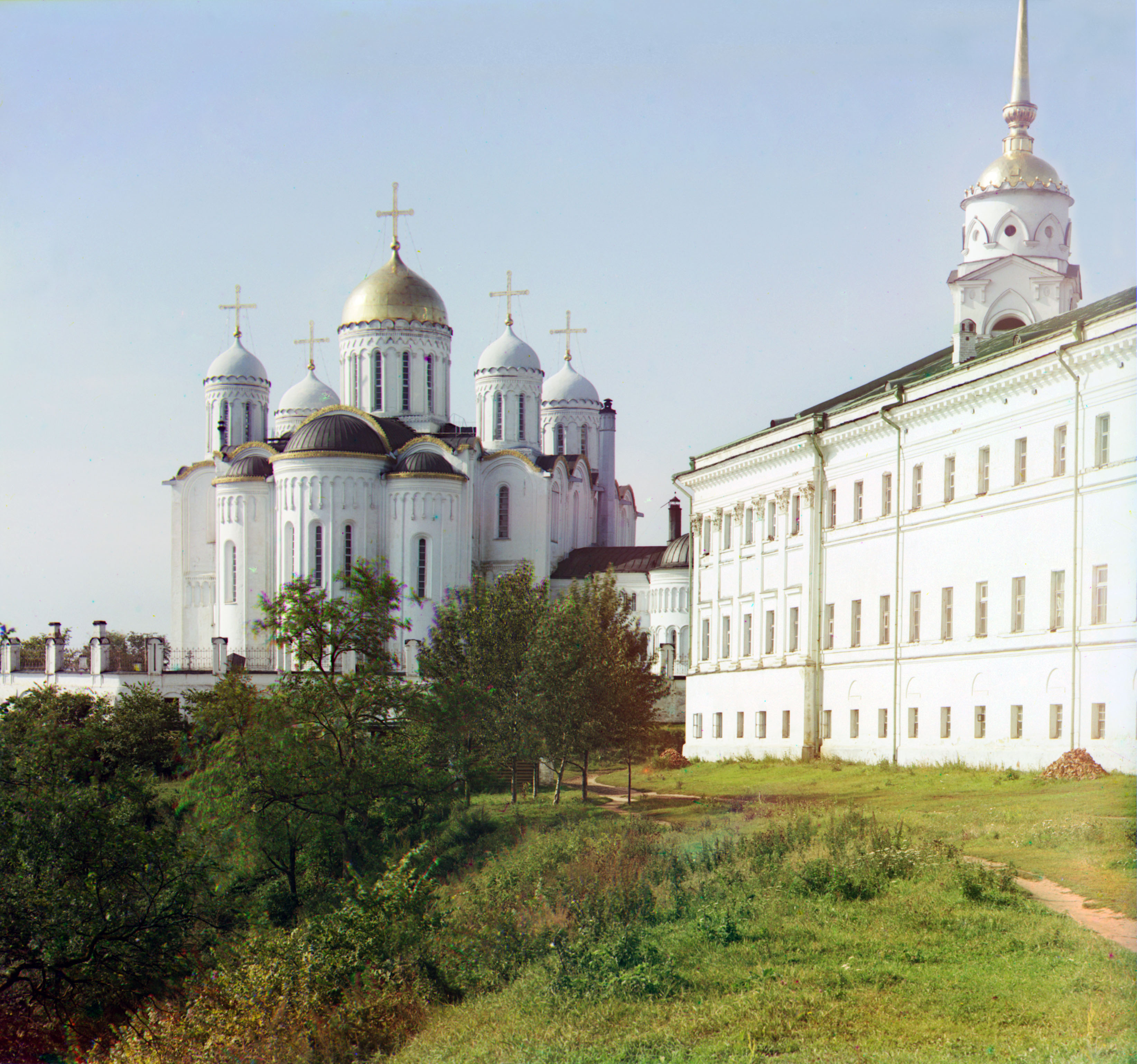

ولادیمیر (به روسی: Владимир) نام یک شهر روسیه است.

## تاریخچه
شهر «ولادیمیر» رسماً در سال ۹۹۰ یا ۱۱۰۸ میلادی در ساحل رودخانه کلازما تاًسیس شده بود که در این محل حدود ۳ هزار سال پیش مکان مسکونی مردم قرار داشت. شهر ولادیمیر بعد از شهر «کیف» برای مدت طولانی پایتخت روسیه بود. ولادیمیر تنها شهری است که در آن یک میراث فرهنگی به نام «دروازه طلایی» به صورت اولیه و کاملاً دست نخورده که در سال ۱۱۶۴ ساخته شده بود، به جا مانده است. همچنین در این شهر کلیساهای بسیار قدیمی وجود دارد، از جمله کلیساهای «اوسپنسکی» و «دمیتروفسکی» که به قرن ۱۲ میلادی بر می‌گردد و جزو مهمترین نمونه‌های معماری قدیمی روسی است. به طور کلی در ولادیمیر حدود ۲۰۰ جای تاریخی و فرهنگی وجود دارد. علاوه بر این چند بام در ارتفاع بلند وجود دارد که از آن می‌توان منظره زیبا از شهر و اطراف آن را تماشا کرد.

## جمعیت
جمعیت شهر ولادیمیر ۳۵۲٬۶۸۱ نفر است.